# Bogdan Müller
Bogdan (Alojzij) Müller - Panta, slovenski košarkar, * 1930, † 18. december 2018.
Sprva je treniral met diska in suvanje krogle, trener Miloš Kosec ga je na gimnaziji preusmeril v košarko. Igral je za KK Železničar Ljubljana in med letoma 1952 in 1966 za AŠK Olimpijo, s katero je osvojil štiri naslove jugoslovanskega državnega prvaka, v letih 1959, 1961, 1962 in 1966. Kot drugi slovenski košarkar je nastopil na svetovnem prvenstvu in kot tretji nasploh v jugoslovanski košarkarski reprezentanci. Na Svetovnem prvenstvu 1954 je bil s 57 točkami prvi strelec reprezentance, nastopil je še na evropskih prvenstvih v letih  1955 in 1957. Znan je bil po za tisti čas izstopajoči višini 198 cm in metu horok. Poročen je bil z Elzo Budau in Boženo Plevnik. Imel je tudi dva otroka, Ano Marijo Müller in Roka Müllerja.